# Fältmätning
Fältmätning innebär en detaljerad uppmätning av ett landområde till exempel vid kartering och utarbetande av kartor. Fältmätning är ett ämne inom lantmäteri.